# Emma Lucy Braun
Emma Lucy Braun (19 avril 1889 – 5 mars 1971) est une botaniste et écologue américaine.

## Biographie
Emma Lucy Braun naît le 19 avril 1889 à Cincinnati, où elle passe toute sa vie jusqu'à sa mort le 5 mars 1971. Elle fait tout son cursus universitaire, d'abord en géologie puis en botanique à l'Université de Cincinnati jusqu'à son doctorat en botanique passé en 1914. Elle reste dans cette même université où elle enseigne la botanique et mène des recherches, décrivant plusieurs taxons. Elle est la première femme nommée présidente de la Société américaine d'écologie en 1950.

## Liens
- Ressources relatives à la recherche :   - Biodiversity Heritage Library
  - Harvard University Herbaria & Libraries
  - International Plant Names Index
- Notice dans un dictionnaire ou une encyclopédie généraliste :   - Britannica
- Notices d'autorité :   - VIAF
  - ISNI
  - BnF (données)
  - LCCN
  - GND
  - CiNii
  - NUKAT
  - WorldCat

E.L.Braun est l’abréviation botanique standard de Emma Lucy Braun.
Consulter la liste des abréviations d'auteur en botanique ou la liste des plantes assignées à cet auteur par l'IPNI, la liste des champignons assignés par MycoBank, la liste des algues assignées par l'AlgaeBase et la liste des fossiles assignés à cet auteur par l'IFPNI.